# Grenzstabilität

Beispiel für eine mechanische Grenzstabilität

Der Begriff grenzstabil bzw. Grenzstabilität stammt aus der Stabilitätstheorie und bezeichnet ein System, dessen Ausgangsgröße nicht ansteigt, aber auch nicht in einen stabilen Zustand übergeht. Ein Beispiel hierfür ist eine Dauerschwingung, deren Amplitude weder kleiner noch größer wird. 

Ein stabiles System kehrt nach Störungen von selbst in seinen Ruhezustand zurück

Stabilität ist eine wichtige Eigenschaft von Systemen. Systeme können in instabile und stabile Systeme gegliedert werden. Entscheidend für die Einteilung sind die Eigenwerte der Systemmatrix A des Zustandsraummodell, die zugleich die Wurzeln des charakteristischen Polynoms, sowie die Polstellen der Übertragungsfunktion darstellen. 
Grenzstabilität liegt vor, wenn sich eine reale Polstelle bzw. ein konjugiert komplexes Polstellenpaar auf der imaginären Achse befinden (d. h. wenn der Realteil gleich Null ist), während alle anderen Polstellen in der linken komplexen Halbebene liegen. Bei mehrfachem Auftreten von Polstellen mit einem Realteil von Null ist eine Bewertung der Stabilität nicht mehr möglich. Derartige Systeme können auch instabil sein.
Ein System ist stabil, wenn alle Eigenwerte (bzw. Wurzeln bzw. Polstellen) einen negativen Realteil haben und damit in der linken Halbebene der komplexen Ebene (Pol-Nullstellen-Diagramm) liegen. 

Der Zustand 2 ist instabil und geht bei kleinen Störungen in Zustand 1 oder 3 über.

Das System ist instabil, wenn mindestens einer dieser Realteile positiv ist und damit in der rechten Halbebene liegt.